# إيزابيلا هوفمان
إيزابيلا هوفمان (بالإنجليزية: Isabella Hofmann) هي ممثلة أمريكية، ولدت في 11 ديسمبر 1958 بشيكاغو في الولايات المتحدة.

## وصلات خارجية
- إيزابيلا هوفمان على موقع IMDb (الإنجليزية)
- إيزابيلا هوفمان على موقع إن إن دي بي (الإنجليزية)
- إيزابيلا هوفمان على موقع قاعدة بيانات الفيلم (الإنجليزية)